# Missal dos fiéis

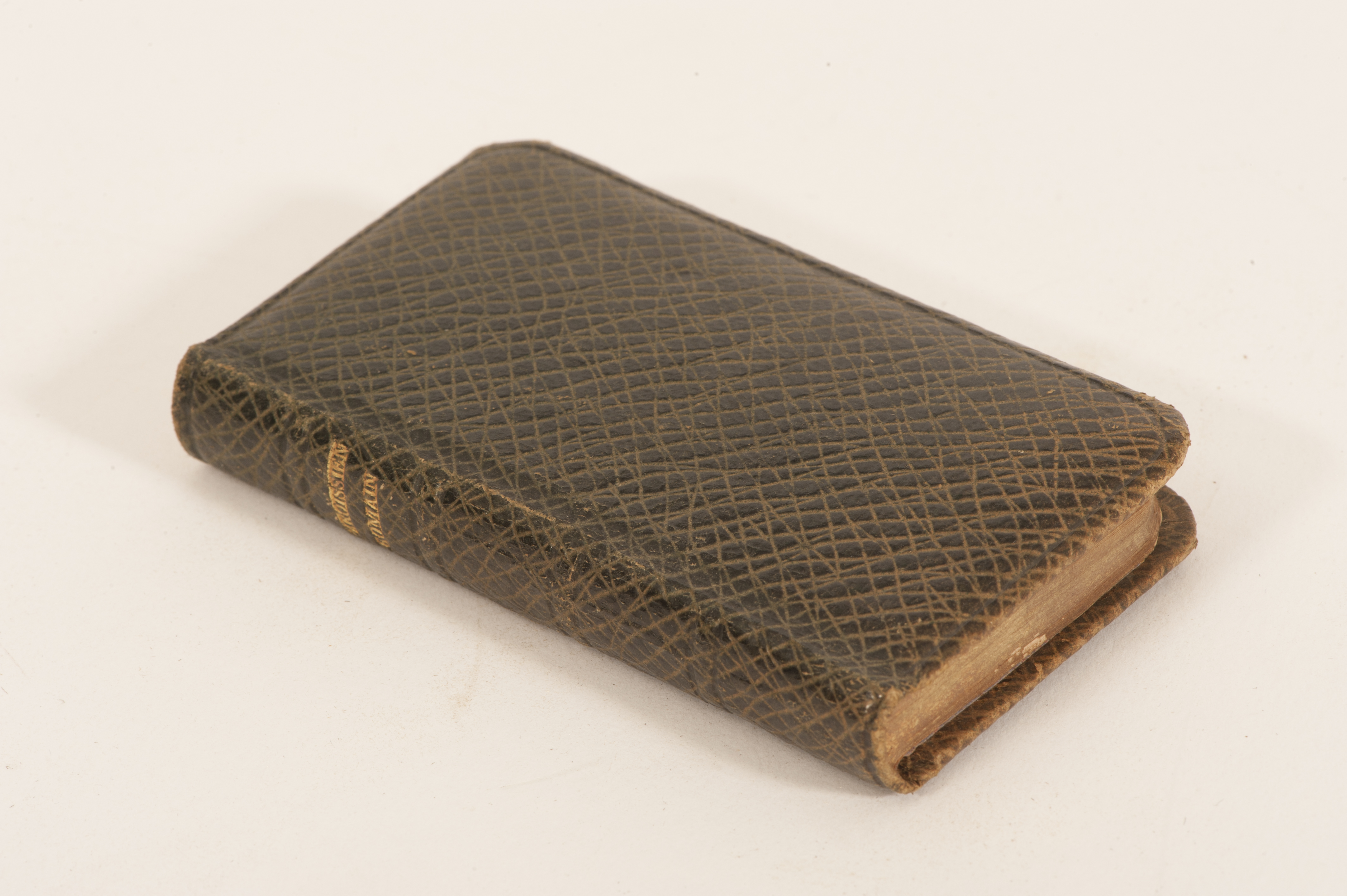
Missal dos fiéis francês (Paroissien romain)

O missal dos fiéis é um pequeno missal usado pelos fiéis ao assistir à missa. Se distingue do missal do altar, que é de tamanho maior e é destinado ao uso do padre. È chamado em inglês de "hand missal" (missal manual) e em francês de "paroissien" (paroquiano).

## Florescimento do missal dos fiéis

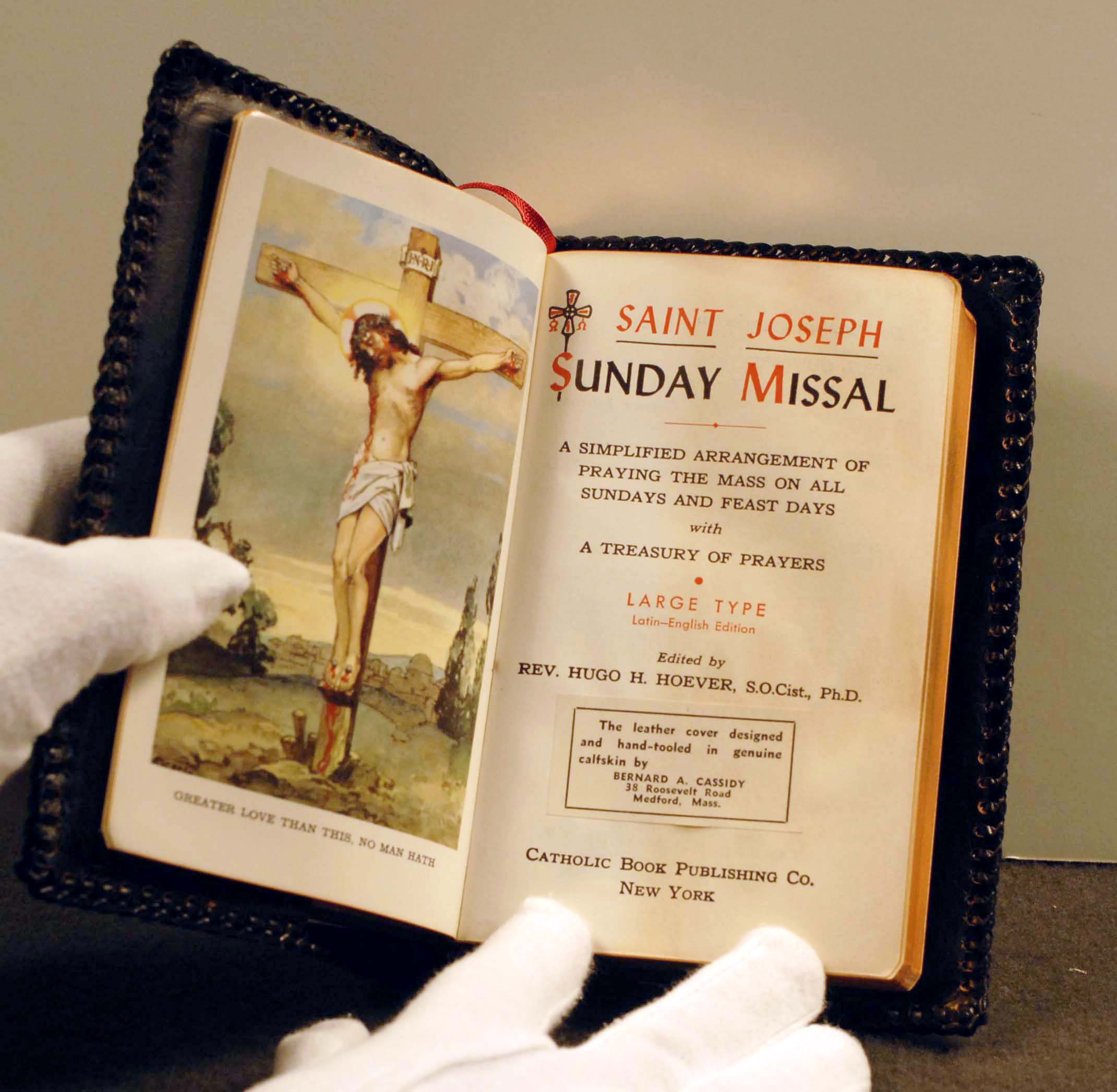
Missal dos fiéis {Sunday Missal) de John F. Kennedy empregado após seu assassinato para o juramento de posse pronunciado por seu sucessor Lyndon B. Johnson porque foi confundido com uma Bíblia

No início do século XX, embora o livro intitulado Missal dos fiéis do monge de Maredsous Dom Gérard van Caloen tenha sido publicado em 1882, Bernard Botte lembra que tais livros não estavam nas mãos de todos: "O missal para os fiéis não existia. Os fiéis podíam mergulhar-se em qualquer livro de orações, seja o que for". [...] Rezamos com o padre apenas depois da missa, quando o celebrante, ajoelhado aos pés do altar, recitou as três 'Ave-Marias' com o 'Salve Regina' e outras orações prescritas por Leão XIII.
Em 1903, em contraste com a participação passiva e muda descrita por Botte, o Papa Pio X em seu motu proprio Tra le sollecitudini declarou que "a participação ativa nos sacrossantos mistérios e na oração pública e solene da Igreja" é a "primeira e indispensável fonte" do verdadeiro espírito cristão. Este enfoque na participação ativa na liturgia para um uma vida maior no Espírito continuará a estar no centro do movimento litúrgico.
Os historiadores consideram como data de saída do movimento litúrgico como movimento e não mais como objeto de estudo acadêmico 23 de setembro de 1909, quando dom Lambert Beauduin apresentou ao Congresso de Mechelen seu relatório sobre a participação dos fiéis no culto cristão.. Antes desta data, a partir de meados do século XIX os primórdios deste movimento, que vai mudar mentalidades, já exercia a sua influência através das obras de Dom Prosper Guéranger (1806-1875), abade que reabriu a abadia beneditina de Solesmes e autor de O Ano Litúrgico e promotor da unificação da liturgia na França. Porém, a partir de 1909, o movimento não está mais ligado ao culto monástico, especialmente nas comunidades beneditinas da França, Bélgica e Alemanha. Estende-se às paróquias e assume um tom mais pastoral.

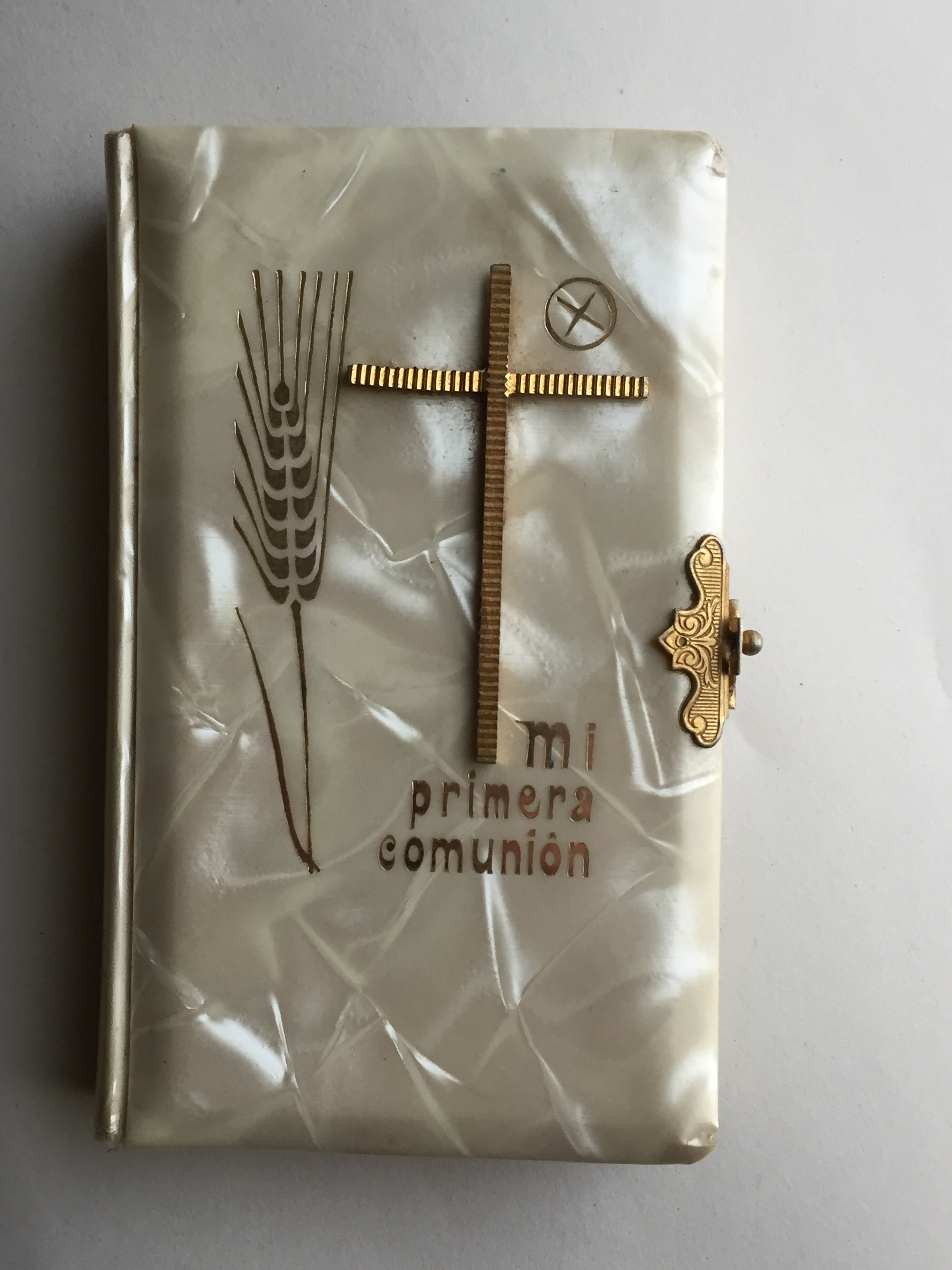
Misal dos fiéis, presente dado por ocasião da primeira comunhão

Foi de grande importância o "Missal Quotidiano" de Gaspar Lefebvre para uso dos fiéis em latim e em língua vulgar, publicado a partir de 1920 em francês, inglês, espanhol, polonês, italiano e português, com ilustrações de René de Cramer.

## Conteúdo
O elemento mais importante dum missal dos fiéis é o texto do ordinário da missa, as partes que variam pouco no decorrer do ano. Não sempre fornece-se uma tradução integral, em consideração do feito que na missa tridentina o padre às vezes lê o texto em grande velocidade.
Além do ordinário da missa (a de todos os dias), o missal dos fiéis conterá para dias particulares os textos do ordinário do tempo (domingos e festas móveis) e dos santos (comum dos santos e festas de santos incluindo as festas de Cristo Rei e dos Mistérios de Cristo e as festas da Santíssima Virgem), das missas votivas e dos defuntos, etc.
Muitos missais dos fiéis contêm tambêm orações para antes e depois da Sagrada Comunhão, orações diárias, a Via Crucis, litanias, partes da Liturgia das Horas (salmos e cânticos), ritos dos sacramentos, hinos, seqüências e motetes, etc.

## Declínio do missal dos fiéis
No rito romano da Missa antes do Concílio Vaticano II "a língua vernácula não era permitida nem para a leitura da Palavra de Deus". Além disso, o padre falou de forma inaudível muito da missa, incluindo as partes mais importantes.
No século 20, o movimento litúrgico encorajou a seguir com atencão o que estava acontecendo em cada momento da missa, en vez de se dedicar às suas próprias orações pessoais. O missal dos fiéis foi-lhes de grande ajuda para este propósito. Não havia outra maneira pela qual os fiéis pudessem saber o que o sacerdote estava realmente dizendo ao ler a Escritura em uma língua que eles não conheciam e em uma voz que não pretendia ser ouvida claramente por eles e especialmente nas muitas orações que ele proferiu silenciosamente.
Depois do Concílio, quase todas as partes da Missa são cantadas ou ditas em voz alta na língua do dia-a-dia. Os próprios fiéis pronunciam as respostas rituais em diálogo com o padre e faziam as aclamações prescritas. Assim não há mais a mesma necessidade de antes para missais individuais.
Os católicos tradicionalistas não abandonaram o uso do missal dos fiéis, por não aceitarem a Missa do Vaticano II como legitimamente católica.
Além desses grupos, os católicos usam pouco os missais dos fiéis durante a missa, em que ouvem as leituras lidas de uma forma destinada à compreensão imediata e respondem eles próprios às orações. Por outro lado, seu uso não é de forma alguma proibido e pode ser útil. Hoje tais livros são usados más na preparação para a celebração da missa ou para estudo e mais profunda compreensão dos textos bíblicos que na missa os fieles ouviram lidos para eles.